# 蒙塔爾沃縣
1°48′S 79°17′W / 1.800°S 79.283°W
蒙塔爾沃縣（西班牙語：Cantón Montalvo），是厄瓜多爾的縣份，位於該國中西部，由洛斯里奧斯省負責管轄，面積362平方公里，2001年人口20,067，人口密度為每平方公里55.43人。